# Dorfkirche Pohlitz

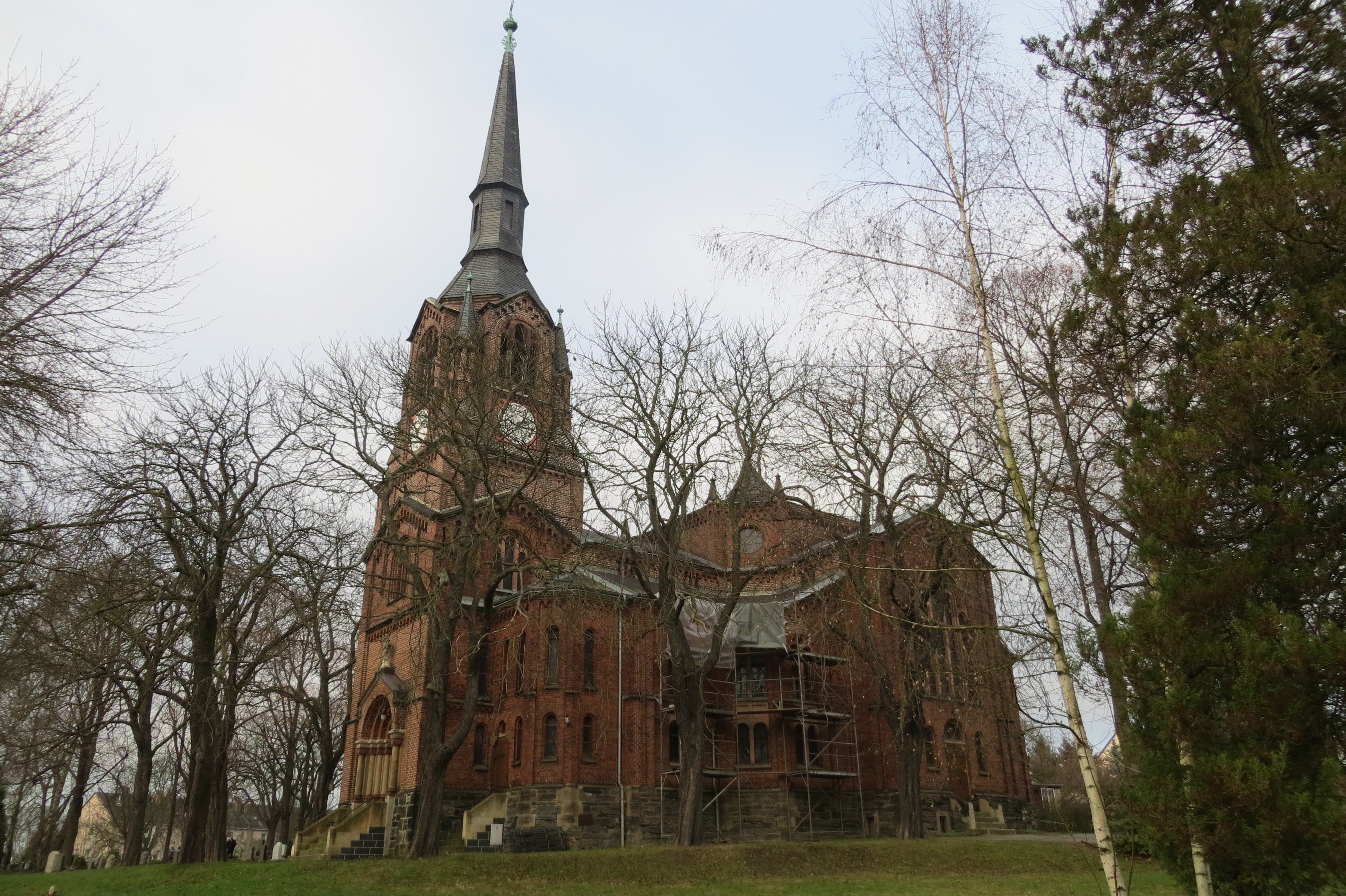
Kirche in Greiz-Pohlitz

Die evangelisch-lutherische Dorfkirche Pohlitz steht im Ortsteil Pohlitz der Stadt Greiz im Landkreis Greiz in Thüringen.

## Geschichte
Nachdem Anfang 1892 die Dörfer Pohlitz und Raasdorf zu einem selbstständigen Pfarrbereich geworden waren, plante man den Bau einer eigenen Kirche mit Pfarrhaus. Erst mit finanzieller Unterstützung durch Fürst Heinrich XXII. von Reuß zu Greiz konnte man an die Bauausführung gehen. Die Dorfkirche wurde 1894 nach einem Entwurf des renommierten Architekten Oskar Mothes im neuromanischen Stil fertiggestellt. Außen kreuzförmig angelegt, zeigt sich das Gotteshaus innen als prächtiger Zentralbau.
Nach dem 2007 realisierten Einbau einer neuen Heizungsanlage läuft derzeit eine umfangreiche Sanierung des Gebäudes, die bis 2019 abgeschlossen werden soll.